# Metopius rivolleti
Metopius rivolleti là một loài tò vò trong họ Ichneumonidae.